# Amtmandsboligen i Hjørring
Amtmandsboligen i Hjørring er den tidligere bolig for amtmanden over Hjørring Amt og har siden 2011 været ejet af Realdania Byg.
Bygningen er beliggende Amtmandstoften 1 i Hjørring og opført 1910 i nybarok stil ved arkitekt og kongelig bygningsinspektør for Nørrejylland Hack Kampmann. Bygningen har været fredet siden 2010, og fredningen omfatter tillige forpladsen med to træer, fem borner og forbindende kæder, de to portpiller med tilhørende murstykker ved den østlige domestikfløj samt haven, herunder lysthus og pergola.
Amtmandsboligen med de to sidefløje og domestikfløjen mod øst er opført i 1910 i røde mursten, med røde, helvalmede tegltage og hvide, småsprossede vinduer. Kort efter blev der tilbygget endnu en administrationsfløj mod vest. Den store, gamle have er formentlig anlagt i 1820'erne af amtsforvalter L.C. Brinck-Seidelin. Over hoveddøren ses inskriptionen Dominus mihi adjutor (Herren er min hjælper).
Kampmanns tegninger til anlægget findes i Danmarks Kunstbibliotek.
Foran amtmandsboligen er 1951 opstillet en tyrebrønd, udført af Jan Buhl og skænket af Sparekassen for Hjørring By og Omegn.

## Historie
Amtmandsboligen blev rejst som erstatning af en tidligere amtmandsbolig, som blev nedrevet i forbindelse med gennemførelse af ny vej fra Østergade til Hjørring Banegård. Den er opført i amtmand H.V. Linnemanns embedsperiode.
Ved retsreformen i 2003 blev retsafdelingerne forlagt til rets- og politibygningen i Jernbanegade (1919-20 af arkitekt Sylvius Knutzen), mens foged- og skifteret og tinglysningen blev placeret i bygningen på Amtmandstoften. Der var én retssal i Jernbanegade og to i amtmandsboligen. Siden blev Amtmandstoften efter retsreformen i 2007 helt fraflyttet og udbudt til salg af Freja ejendomme i 2009. Siden 2011 har den været ejet af Realdania Byg.